# Rico Braun
Rico Braun (* 29. September 1997 in Würzburg, Bayern) ist ein deutscher Degenfechter und deutscher Meister.

## Leben und Karriere
Der Tauberbischofsheimer Rico Braun machte 2017 sein Abitur am Wirtschaftsgymnasium der Kaufmännischen Schule Tauberbischofsheim. Er ficht seit 2007 für den Fecht-Club Tauberbischofsheim am dortigen Olympiastützpunkt.
Durch einen 15:11-Finalsieg gegen den Ungarn Gergely Siklosi bei den Kadetten-Europameisterschaften 2014 in Jerusalem erreichte Braun seinen ersten größeren sportlichen Erfolg im Degen-Einzel. Bei den Junioren-Weltmeisterschaften 2015 in Taschkent kehrte er als Mitglied der Herrendegen-Mannschaft mit der Goldmedaille zurück. In der Folge wurde Braun im Jahre 2016 als erster Juniorenfechter seit 20 Jahren ins Nationalteam der Aktiven im Degenfechten berufen.
Bei den Junioren-Europameisterschaften 2017 im bulgarischen Plowdiw schaffte der Tauberbischofsheimer Fechter mit dem Gewinn der Bronzemedaille im Degen-Einzel erneut den Sprung aufs Siegertreppchen.
Bei den Deutschen Fechtmeisterschaften 2018 konnte Braun mit der Degen-Mannschaft Deutscher Meister werden. Im selben Jahr erreichte er bei den deutschen Meisterschaften im Degen-Einzel die Bronzemedaille. Bei den Deutschen Fechtmeisterschaften 2019 folgte eine Silbermedaille mit der Degen-Mannschaft.

## Sportliche Erfolge
Braun konnte unter anderem die folgenden sportlichen Erfolge erreichen:

### Deutsche Meisterschaften
2018 Gold mit der Degen-Mannschaft
 2019 Silber mit der Degen-Mannschaft
 2018 Bronze im Degen-Einzel
 2015 und 2016 Bronze mit der Degen-Mannschaft

### Europameisterschaften
2014 Gold im Degen-Einzel bei den Kadetten-Europameisterschaften in Jerusalem
 2017 Bronze im Degen-Einzel bei den Junioren-Europameisterschaften in Plowdiw

### Weltmeisterschaften
2015 Gold mit der Herrendegen-Mannschaft bei den Junioren-Weltmeisterschaften in Taschkent

### Sonstige Erfolge
- 2015, 1. Platz beim Nord-Ostsee-Pokal der Junioren in Bad Segeberg im Herrendegen-Einzel
- 2015, 1. Platz beim Rotturn Cup der Junioren in Laupheim im Herrendegen-Einzel
- 2017, 1. Platz beim Junioren-Weltcup in Riga mit der Herrendegen-Mannschaft